# Tresgrandas
Tresgrandas es una parroquia en el concejo de Llanes de la Comunidad autónoma del Principado de Asturias (España), y un lugar de dicha parroquia. El lugar de Tresgrandas es la única población de la parroquia. Se trata de un pueblo rural en el Oriente de Asturias que en los últimos años ha sufrido un auge de actividad gracias al turismo rural por sus verdes prados, cercanía a las principales vías de comunicación del concejo y un gran interés del sector turístico de la parroquia, pero que no ha dejado su costumbre ganadera propia de la región.

## Geografía
Se trata de un pueblo situado en la loma de baja pendiente con vistas a la Sierra del Cuera. De fácil acceso desde la carretera nacional N-634 accediendo a través del Pueblo de La franca desde esta carretera a la carretera secundaria que atraviesa directamente el pueblo.

## Economía

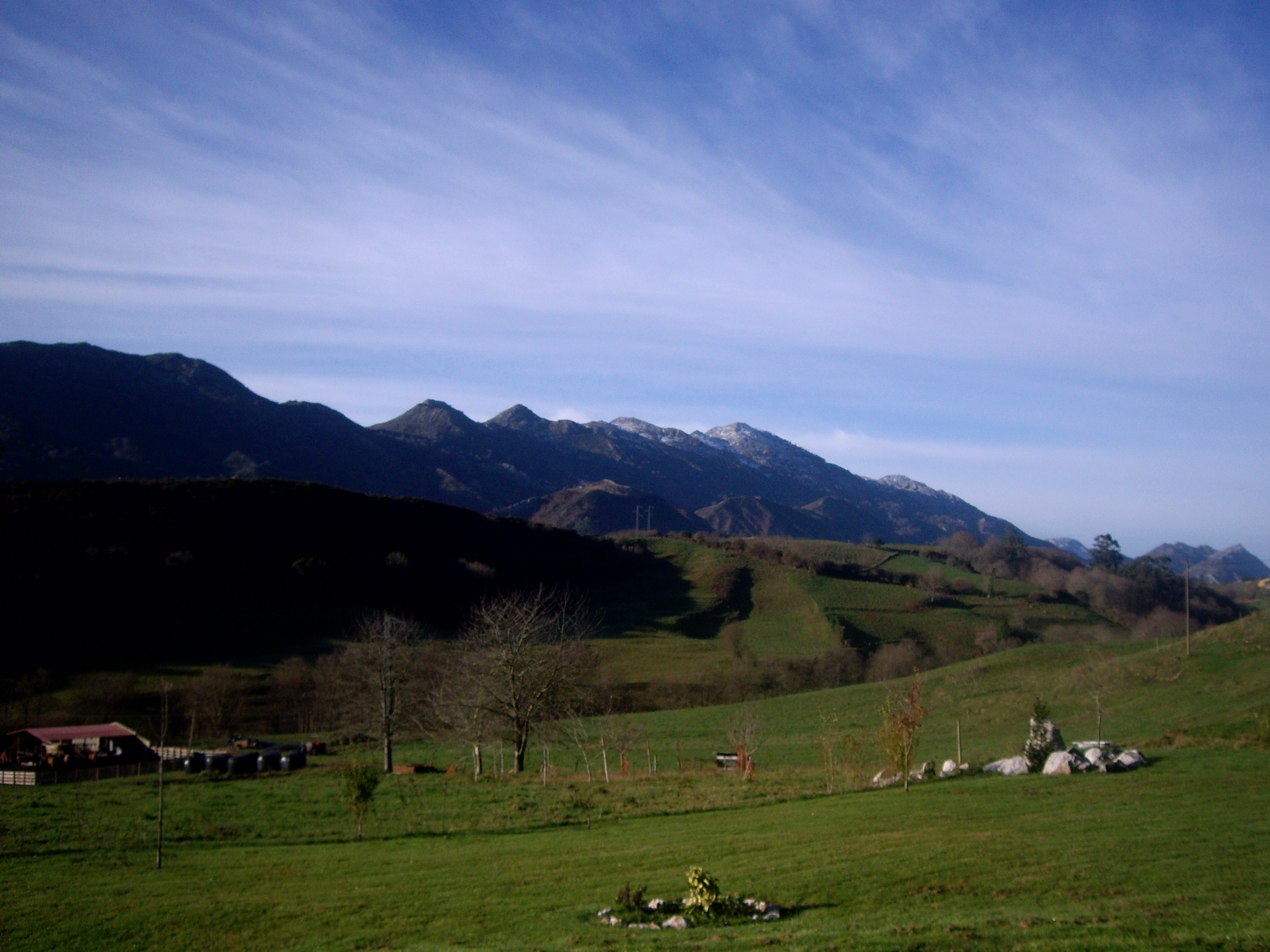
Campos de Tresgrandas.

La economía del sector está basada también en la agricultura, ganadería gracias a una gran cantidad de terreno llano y fértil. Es común pues en la zona ver grandes extensiones de vallado para el uso como pasto común para las vacas, dándose la cría de la Xata Roxa.

## Turismo

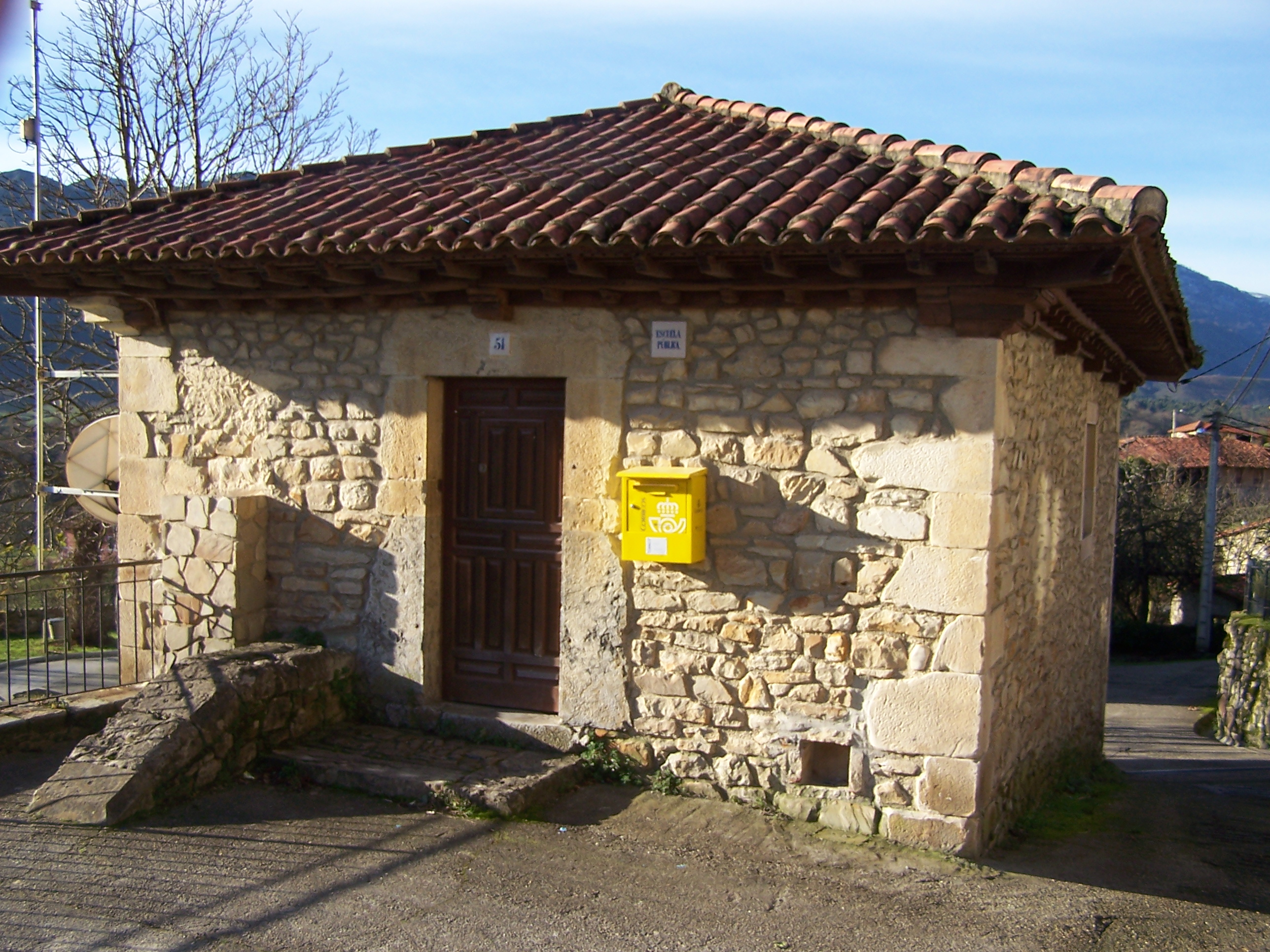
Antigua escuela rural de Tresgrandas.

Tresgrandas es una parroquia de gran atractivo turístico gracias a la combinación del ambiente rural y tranquilo con un muy fácil acceso a las principales vías de comunicación de la región. Esto permite el acceso rápido a todos los atractivos culturales, Naturales y gastronómicos de la zona.
Uno de los elementos naturales más curiosos de la zona cercana a Trestrandas son los Bufones de Llanes. Chimeneas cercanas que generan característicos ruidos y lanzan chorros de agua a gran altura.